# Фудзивара, Ёсио
Ёсио Фудзивара (яп. 藤原 良夫) — японский футболист. Выступал за сборную Японии.

## Клубная карьера
На протяжении своей футбольной карьеры выступал за клуб «Osaka Soccer Club».

## Карьера в сборной
В 1923 году Ёсио был вызван в сборную Японии на Дальневосточные игры 1923. На этом турнире 23 мая он дебютировал против Филиппин.